# خيف الحزامي
خَيْفُ الحزامي أو خَيْفُ بني عمرو أو خَيْفُ بني سآلم وهو أحد خَيْوفُ وادي الصفراء، قرية تقع في وادي الصفراء وتبعد حوالي 120 كيلو عن المدينة المنورة، وتتبع إداريا محافظة بدر وأهلها من حرب وأغلبهم من بني عمرو.
كان بالخَيْفُ عين جارية يقوم عليها الخيف، إلى أن توقفت هذه العين بمشيئة آلله في أوآخر القرن الهجري الماضي مما أدى إلى هجرة أهلها إلى المدينة المنورة ومكة المكرمة وجدة وبعض مدن المملكة الأخرى، ولاتزال أثار منازلهم المبنية من الحجر واللبن باقية إلى يومنا هذا.
توجد بالخيف حله تعرف باسم حلة بني عمرو، القرية القديمة هذه شاهد للتاريخ السابق ويظهر من خلال الأبنية المشيدة وإن لم يتبقَ إلا أطلالها في شاهد على أن كانت هناك قرية قوية في موقعها الجغرافي حيث كانت في ممر القوافل المتجه إلى مكة المكرمة حاملة معها حجاج بيت الله وكان يندر وجود أبنية قديمة في القرى تتكون من طابقين وجدت بها ووجدت أيضا بعض من الأبنية الكبيرة وهي تعود لأعيان القرية في ذاك الزمان.